# 小倉直寛
小倉 直寛（おぐら なおひろ、8月3日 -）は、日本の男性声優、俳優。RME所属。鹿児島県出身。

## 略歴
兵庫県立神戸北高等学校出身。青二塾東京校24期卒業。
以前は青二プロダクションに所属していた。
鹿児島出身だが、幼少期に兵庫県に移り住んでいる（専門学校を卒業して青二プロダクションに入るまで兵庫県に住んでいた）。
声優の國府田マリ子と井上喜久子のファンであり、いつか共演したいとの思いから声優を志す。
高校時代はスポーツ、勉学共に優秀であり、生徒会長を務めていた。

## 人物
方言は鹿児島弁。趣味はパソコン、ゲーム、野球。特技は料理、パソコン、体を動かすこと、スポーツ全般。

## 出演作品

### テレビアニメ
2010年
- Angel Beats!（乗客C）

2014年
- ハマトラ（光彦）

### 劇場アニメ
- 劇場版 Re:STARS 〜未来へ繋ぐ2つのきらぼし〜（2023年、現場主）

### ゲーム
- キングダムカム・デリバランス　（フリッツ）
- 君はヒーロー～対決！ご当地怪人編～（フウジンライジン）
- 繚乱綺譚（主人公戦士1）
- 国群英伝2（プレイヤーボイス）
- 魔女アリサの物語（ルドルフ）
- NightCry（コービー、救助隊員[3]）
- DYING: Reborn（マシュー）

### 吹き替え
- デビルズ・トレイン（ジョー）
- ライジング・フィアー（ライアン）
- ホワイトタイガー（ナイジョノフ)
- アメリカン・バナナパイ（ラス）
- 愛しのMILF 恋人は親友のママ（ブランドン）
- オックスフォード連続殺人（マーティン〈イライジャ・ウッド〉）
- オレの獲物はビンラディン（シモンズ〈レイン・ウィルソン〉[4]）
- 黄色いリボン（ロス・ペネル中尉〈ハリー・ケリー・ジュニア〉）※PDDVD版
- ギプスの女（アイザック〈ニック・スタール〉）
- コロラド（ジャッド）※PDDVD版
- 紳士は金髪がお好き（サンフォード）※PDDVD版
- ダラス・バイヤーズクラブ（レイヨン〈ジャレッド・レト〉）
- リオ・グランデの砦（ジェフ）※PDDVD版
- ワイルド・チェイサー（サンティアゴ）
- フェ〜レンザイ -神さまの日常-（2023年）

### ナレーション
- 週末の恋（GYAO!）
- 東京海上火災
- ミニストップ

### 映画
- デスカッパ（自衛隊隊長）

### ドラマ
- 武蔵忍法伝 忍者烈風（2015年、TOKYO MX） - 早風弦斗
- 妖ばなし （2018年、TOKYO MX）第39話「化け物使い」 - 森外宗一、一つ目小僧

### テレビ
- 日立 世界・ふしぎ発見!（TBS）（再現VTR）

### 舞台
- 劇団民話芸術座
  - 火の鳥 羽衣編
  - カノン
- 法律の常識世間の非常識
  - 第２回公演「そんなぁ･･･こんなことってありかよっ」
  - 第３回公演「嫡出否認リメイク版～俺の子供じゃない～」